# Venerabile Arciconfraternita della Misericordia di Lastra a Signa

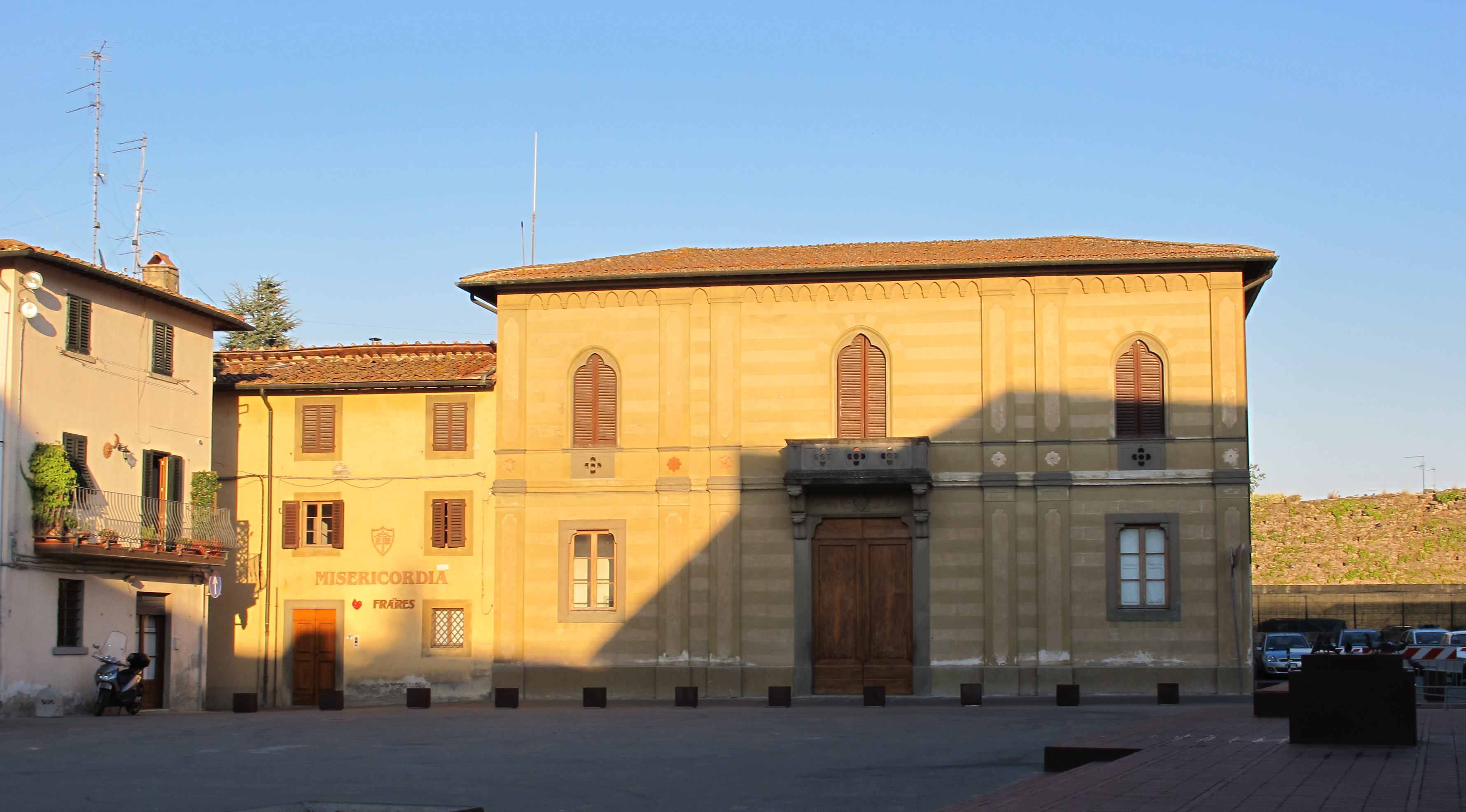
La sede in piazza Garibaldi

La Venerabile Arciconfraternita della Misericordia di Lastra a Signa è la diramazione locale della celebre confraternita fiorentina, che oggi si occupa di varie attività assistenziali e della sepoltura dei morti.

## Storia
L'associazione è stata fondata nel giugno del 1595 a Lastra a Signa da Iacopo Comparini e altre diciannove persone.
Nell'ottobre del 1595 venne consacrata la chiesa di Santa Maria della Misericordia di Lastra a Signa, sede che ancora viene gestita dalla confraternita, la quale ha poi ottenuto dalla Venerabile Arciconfraternita della Misericordia di Firenze l'affiliazione e la nomina di "Misericordia".
Nel 1785 venne soppressa dal granduca Pietro Leopoldo ma pochi anni dopo fu riammessa. Nel 1842 venne nominata Venerabile Arciconfraternita e nel 1867, con la nascita del Regno d'Italia, fu posta fra le Istituzioni Pubbliche di Assistenza e Beneficenza. Nel 1880 venne costruito in piazza Garibaldi il palazzo della Misericordia di Lastra a Signa per ospitare eventi di diverso genere.
Nell'Arciconfraternita sono presenti due sezioni, quella di Malmantile, divenuta autonoma nel 2019, e quella di Scandicci.

## Attività della Confraternita
La confraternita offre variegati servizi alla popolazione:
- servizi sociali e sanitari;
- servizio di emergenza-urgenza a Scandicci (ambulanza BLS-D con equipaggio volontario) e Lastra a Signa (ambulanza con medico a bordo e BLS-D a mesi alterni) in convenzione con la centrale operativa 118 di Firenze-Prato;
- Protezione Civile;
- Gruppo Fratres (donatori sangue);
- Altri Servizi (Progetto Sorriso, Sportello Antiusura, Prestito Ausili, Piccola Misericordia, Gestione del cimitero di San Martino a Gangalandi.)

## Feste celebrate della Confraternita
- San Sebastiano, usualmente la celebrazione prevede la distribuzione di panellini (pane benedetto) alla popolazione ed una solenne celebrazione eucaristica durante la quale avviene la Vestizione dei nuovi Fratelli e Sorelle.